# 伊塔马尔·本-格维尔
伊塔马·本-格维尔（希伯來語： אִיתָמָר בֶּן גְּבִיר，1976年5月6日—）是一位以色列律师、極右翼政治人物，2022年出任以色列国家安全部长。他還是以色列國會议员和猶太力量黨领导人。 他支持种族主义以及反阿拉伯主義，并主張剝奪不忠于以色列的阿拉伯裔以色列人的公民身份並將他们驅逐出境。
本-格维尔的住所位於約旦河西岸地區以色列定居点，他被指控曾針對阿拉伯人发表仇恨言論。他是一名律师，而且當過以色列的犹太激进分子和犹太恐怖分子的辯護人。他的客厅里曾經掛有一幅巴鲁克·戈登斯坦的肖像。进入政坛后，他不再擺放这幅肖像。他还因支持凯煦而被定罪。
他還以以色列國會议員的身份多次造訪圣殿山，而且在耶路撒冷老城穆斯林区參加游行，并在谢赫·贾拉社区设立了一个办公室。2023年1月3日，他参观了位于圣殿山上的阿克萨清真寺，有人認為他此舉是在故意挑衅。
由於不滿2025年1月19日以哈戰爭的停火，伊塔马尔·本-格维尔決定不再擔任以色列国家安全部长。不過在2025年3月以色列恢復空襲加沙地帶後，本-格维尔再度出任以色列國家安全部長。2025年6月，英國、澳洲、加拿大、新西蘭和挪威以本-格维尔煽動對巴勒斯坦人暴力為由宣布對本-格维尔實施制裁。

## 早期生活
伊塔马·本-格维尔的父親是伊拉克犹太人。他的母亲是库尔德犹太人。第一次巴勒斯坦大起義爆發後，伊塔马·本-格维尔開始變得激進。他加入莫莱代特党的下屬組織，然后又加入凯煦。 他表示自己在14岁时就被拘留過。当他达到18岁应征入伍年龄时，由于他的极右政治背景，以色列國防軍不讓他參軍。
1990年代，他参与反对奥斯陆协议的抗议活动。1995年，伊塔马·本-格维尔在电视上展示了一個从总理伊扎克·拉宾的车上偷来的東西，并宣称：“我们已经接近他的车，我们還会繼續接近他。”几个星期后，拉宾被右翼极端分子伊蓋爾·阿米爾殺死。
2007年，他被指控煽动种族主义，而且最終被定罪。2015年11月，他表示自己已被起诉53次。大多数情况下，對他的指控會被法庭驳回。 